# La Digne-d’Amont
La Digne-d’Amont település Franciaországban, Aude megyében. Lakosainak száma 290 fő (2022. január 1.). La Digne-d’Amont Ajac, Castelreng, La Digne-d’Aval, Tourreilles és Malras községekkel határos.

## Népesség
A település népessége az elmúlt években az alábbi módon változott:
| Lakosok száma | 163  | 211  | 256  | 272  | 289  | 286  | 287  | 295  | 293  | 290  |
|               | 1968 | 1982 | 1990 | 2006 | 2013 | 2015 | 2017 | 2019 | 2020 | 2022 |